# Сен-Мартен-де-Ландель
Сен-Марте́н-де-Ланде́ль (фр. Saint-Martin-de-Landelles) — колишній муніципалітет у Франції, у регіоні Нормандія, департамент Манш. Населення — 1172 осіб (2011).
Муніципалітет був розташований на відстані близько 270 км на захід від Парижа, 95 км на південний захід від Кана, 65 км на південь від Сен-Ло.

## Історія
До 2015 року муніципалітет перебував у складі регіону Нижня Нормандія. Від 1 січня 2016 року належав до нового об'єднаного регіону Нормандія.
1 січня 2016 року Сен-Мартен-де-Ландель і Віре було приєднано до муніципалітету Сен-Ілер-дю-Аркуе.

## Демографія
Динаміка населення (INSEE ):
Розподіл населення за віком та статтю (2006):
| Стать | Всього | До 15 років | 15-24 | 25-44 | 45-64 | 65-85 | Понад 85 |
| --- | ------ | ----------- | ----- | ----- | ----- | ----- | -------- |
| Чоловіки | 592    | 104         | 56    | 156   | 160   | 112   | 4        |
| Жінки | 584    | 128         | 20    | 136   | 164   | 124   | 12       |
| \| Статево-вікова піраміда \| Статево-вікова піраміда \| Статево-вікова піраміда \| \| ----------------------- \| ----------------------- \| ----------------------- \| \| Чоловіки \| Вік \| Жінки \| \| 4 \| 85 + \| 12 \| \| 28 \| 80-84 \| 20 \| \| 20 \| 75-79 \| 40 \| \| 40 \| 70-74 \| 24 \| \| 24 \| 65-69 \| 40 \| \| 48 \| 60-64 \| 40 \| \| 32 \| 55-59 \| 48 \| \| 40 \| 50-54 \| 36 \| \| 40 \| 45-49 \| 40 \| \| 40 \| 40-44 \| 8 \| \| 52 \| 35-39 \| 48 \| \| 40 \| 30-34 \| 32 \| \| 24 \| 25-29 \| 48 \| \| 24 \| 20-24 \| 16 \| \| 32 \| 15-20 \| 4 \| \| 36 \| 10-14 \| 36 \| \| 32 \| 5-9 \| 60 \| \| 36 \| 0-4 \| 32 \| |        |             |       |       |       |       |          |
| Статево-вікова піраміда |        |             |       |       |       |       |          |
| Чоловіки | Вік    | Жінки       |       |       |       |       |          |
| 4 | 85 +   | 12          |       |       |       |       |          |
| 28 | 80-84  | 20          |       |       |       |       |          |
| 20 | 75-79  | 40          |       |       |       |       |          |
| 40 | 70-74  | 24          |       |       |       |       |          |
| 24 | 65-69  | 40          |       |       |       |       |          |
| 48 | 60-64  | 40          |       |       |       |       |          |
| 32 | 55-59  | 48          |       |       |       |       |          |
| 40 | 50-54  | 36          |       |       |       |       |          |
| 40 | 45-49  | 40          |       |       |       |       |          |
| 40 | 40-44  | 8           |       |       |       |       |          |
| 52 | 35-39  | 48          |       |       |       |       |          |
| 40 | 30-34  | 32          |       |       |       |       |          |
| 24 | 25-29  | 48          |       |       |       |       |          |
| 24 | 20-24  | 16          |       |       |       |       |          |
| 32 | 15-20  | 4           |       |       |       |       |          |
| 36 | 10-14  | 36          |       |       |       |       |          |
| 32 | 5-9    | 60          |       |       |       |       |          |
| 36 | 0-4    | 32          |       |       |       |       |          |

## Економіка
2010 року серед 692 осіб працездатного віку (15—64 років) 524 були активними, 168 — неактивними (показник активності 75,7%, у 1999 році було 72,7%). З 524 активних мешканців працювало 497 осіб (278 чоловіків та 219 жінок), безробітними було 27 (10 чоловіків та 17 жінок). Серед 168 неактивних 38 осіб було учнями чи студентами, 84 — пенсіонерами, 46 були неактивними з інших причин.

У 2010 році в муніципалітеті числилось 520 оподаткованих домогосподарств, у яких проживали 1179,0 особи, медіана доходів виносила 16 097 євро на одного особоспоживача